# Xã Custer, Quận Will, Illinois
Xã Custer (tiếng Anh: Custer Township) là một xã thuộc quận Will, tiểu bang Illinois, Hoa Kỳ. Năm 2010, dân số của xã này là 1.430 người.